# Émile Faguet
Auguste Émile Faguet (La Roche-sur-Yon, 17 dicembre 1847 – Parigi, 7 giugno 1916) è stato un critico letterario francese.

## Biografia
Figlio di Victor Faguet, professore di lettere a Poitiers e autore di versi, Émile Faguet frequentò le scuole inferiori a Poitiers, gli studi medi superiori al Lycée Charlemagne di Parigi e quelli universitari all'École Normale Supérieure; ottenne il dottorato in lettere nel 1883. Dapprima professore di lettere al liceo (a Poitiers, La Rochelle, Bordeaux e Moulins, Clermont-Ferrand e infine a Parigi) entrò alla Sorbona nel 1896 dapprima come associato e dal 1897 come professore ordinario alla cattedra di Poesia francese. La sua più importante attività ha riguardato la critica letteraria e la storia della letteratura francese.
Fu collaboratore di numerosi giornali, fra cui il Journal des débats. Si interessò anche di politica. Nel 1903 fu eletto all'Académie française.

## Opere
- La Tragédie française au XVI siècle (1883)
- Corneille  (1885)
- La Fontaine  (1889)
- Politiques et moralistes du XIX siècle (1891)
- Voltaire  (1894)
- Flaubert  (1899)
- Le Libéralisme (1903)
- Simplification simple de l'orthographe  (1905)
- Pour qu'on lise Platon  (1905)
- Le pacifisme  (1908)
- L'Art de lire  (1912)
- Le culte de l'incompétence  (1912)